# Georg Eberle
Georg Eberle (* 30. April 1787 in Bozen; † 4. Januar 1855 in Krakau) war ein österreichischer Feldmarschall-Leutnant und Festungsbaumeister.

## Leben
Eberle absolvierte eine Ausbildung an der Genie-Akademie, die er 1808 beendete. Bereits im Mai 1809 ist er als Oberleutnant im österreichischen Geniekorps zu finden und nimmt am Anteil am Feldzug, wobei er bei der Erbauung und Verteidigung des Brückenkopfes von Preßburg eingesetzt wird. In den Jahren 1813 und 1814 nimmt er an den Feldzügen in Italien teil und 1815 leitet er den Bau der Verteidigungsanlagen von Comacchio. 1818 war er in Rastatt an den Planungen der Festung beteiligt und wurde dann in der Festung Mainz eingesetzt, wo er zum Major befördert wurde. 1834 wechselte er als Festungsbaudirektor nach Nauders und wurde dann 1841 Festungsbaudirektor der neu zu erbauenden Bundesfestung Rastatt. 
Eberle wurde zum Oberst befördert und 1848 vom Reichsverweser, Erzherzog Johann, zum provisorischen Direktor der Abteilung für Festungsangelegenheiten im Kriegsministerium der provisorischen Zentralgewalt ernannt. 1849 wurde er Generalmajor und arbeitete für die Militär-Zentralkommission des Deutschen Bundes. 1851 wurde er schließlich Feldgenie-Direktor der 4. Armee und im Juni 1854 Stadt- und Festungskommandant von Krakau (ab Oktober als Feldmarschall-Leutnant), wo er bereits ein halbes Jahr später verstarb.